# Īlānī
Īlānī (persiska: ایلانی) är en ort i Iran.   Den ligger i provinsen Västazarbaijan, i den nordvästra delen av landet, 500 km väster om huvudstaden Teheran. Īlānī ligger 1 615 meter över havet och antalet invånare är 163.
Terrängen runt Īlānī är varierad. Runt Īlānī är det ganska glesbefolkat, med 47 invånare per kvadratkilometer. Närmaste större samhälle är Shāhīn Dezh, 15,7 km öster om Īlānī. Trakten runt Īlānī består i huvudsak av gräsmarker.